# Romualdisca dalmeidai
Romualdisca dalmeidai är en fjärilsart som beskrevs av D'andrella och Lauro Travassos 1946. Romualdisca dalmeidai ingår i släktet Romualdisca och familjen björnspinnare. Inga underarter finns listade.